# 每天愛你多一些
《每天愛你多一些》是出自香港男歌手張學友唱片《情不禁》的一首冠軍歌曲，由寶麗金唱片公司首度於1991年1月23日發行，監製為歐丁玉。該曲歌詞包括粵語和國語兩個版本，亦為1993年香港電影《飛越謎情》主題曲。

## 簡介
《每天愛你多一些》改編自日本組合南方之星的《真夏的果實》（真夏の果実），由南方之星主唱桑田佳祐作曲，粵語版本由林振強填詞，並由杜自持編曲，是張學友的粵語專輯《情不禁》的第二主打歌曲。歌曲派臺後，在香港電台十大中文金曲排行榜上榜長達32周，在商業電台903專業推介排行榜上更長達38周，比日語原曲在Oricon週榜上榜的30周更長；其中更連續5周時間為冠軍歌，是自達明一派在1988年推出的《今天應該很高興》以來首次，至今仍未有任何歌曲能追平該項紀錄。在張學友出色的演繹下，並積極於世界各地演唱會演唱該首歌曲，再加上香港各大電台節目都以馬拉松形式重複播放宣傳下，使得《每天愛你多一些》迅速成為華人地區廣為人知的流行歌曲之一。
臺灣填詞人姚若龍以國語歌詞，而歌名為《每天愛你多一些》，也由張學友演唱，收錄於1993年發行的《吻別》專輯中，但國語版本的影響力卻始終不及粵語版本，包括一些擅長國語的歌手在翻唱時仍舊選擇演唱粵語版本。
《每天愛你多一些》（粵語版）在推出后不僅迅速搶佔香港市場，也在新加坡、馬來西亞、臺灣及中國大陸等地廣受歡迎。在推出《每天愛你多一些》（國語版）前的數年時間裡，《每天愛你多一些》（粵語版）為粵語流行音樂在其他國家和地區的普及做出了一定的貢獻。

## 派臺成績
| 榜單 | 現時排名 | 最高排名 | 上榜週數 | 冠軍週數 | 備註          |
| ---- | -------- | -------- | -------- | -------- | ------------- |
| RTHK | -        | 1        | 32       | 2周      | -             |
| 903  | -        | 1        | 38       | 5周      | 播放率為589次 |
| TVB  | -        | 1        | 29       | 3周      | -             |

## 獲得獎項
1991年
- 十大勁歌金曲第一季入選金曲
- 十大勁歌金曲
- 十大勁歌金曲——金曲金獎
- 第十四屆十大中文金曲
- 十大中文金曲IFPI國際大碟大獎──情不禁
- 十大中文金曲監製大獎
- 叱咤樂壇至尊歌曲大獎──每天愛你多一些
- 叱咤樂壇我最喜愛的歌曲大獎
- 叱咤樂壇大碟IFPI大獎──情不禁
- 澳門電台歌中之歌大獎

1997年
- 商業電台「叱咤殿堂至尊歌」
- 香港電台「金曲廿載十大最愛」

1999年
- 香港電台「世紀十大中文金曲」

其它
- 各大音樂頒獎禮的「最佳歌曲獎」

## 翻唱

### 粵語及國語版本
- 林子祥（1992年）
- 劉德華（1992年）
- 周华健（1996年）
- 黎明（2007年）
- 郭富城
- 胡琳
- 泳兒
- 糖妹（2015年）
- 林奕匡（2017年）
- 张惠妹
- 梁静茹
- 潘玮柏
- 林俊杰
- 陈楚生
- 張杰 (歌手)
- 胡彦斌
- 萧敬腾于2011年香港演唱会翻唱
- 李安琪

## 使用本曲的影視作品

### 電影
- 《飛越謎情》（1993年，國語版主題曲）

### 電視劇
- 《卡拉屋企》（1992年，片尾曲之一）
- 《愛生事家庭》（1993年，片尾曲之一）
- 《開心華之里》（1993年，片尾曲之一）
- 《真情》（1998年，片尾曲之一）
- 《律政新人王》（2003年，廖碧兒及林峯翻唱）
- 《回到三國》（2012年，馬國明清唱）
- 《女人俱樂部》（2014年，古明華清唱）
- 《一舞傾城》（2023年，插曲）

### 電視廣告
- 牛奶公司果仁脆寶甜筒（1991年）[1]